# 12719 Pingre
A 12719 Pingre (ideiglenes jelöléssel 1991 LP2) a Naprendszer kisbolygóövében található aszteroida. Eric Walter Elst fedezte fel 1991. június 6-án.